# Казанцев, Сергей Сергеевич
Серге́й Серге́евич Каза́нцев (род. 23 мая 1946, Александров, Владимирская область) — советский и российский скульптор, народный художник Российской Федерации (2007), член-корреспондент Российской Академии художеств. Живет и работает в Москве и Подмосковье.

## Биография
Родился в многодетной семье в старинном Русском городе Александров. Отец работал на железной дороге финансистом, имел Орден Ленина. Мама была домохозяйкой, происходила из семьи крестьян-кузнецов. Сергей Сергеевич окончил Абрамцевское художественно-промышленное училище (1962-1967 гг.) и Московский государственный художественный институт им. В.И. Сурикова (1968-1974 гг.). Дипломную работу выполнял в мастерской профессора Н.В. Томского.
С 1974 по 2008 гг. - член Московского областного отделения Всероссийской творческой общественной организации «Союз художников России». С 2008 года член Региональной общественной организации «Московский союз художников».
Почетное звание «Заслуженный художник Российской Федерации» получил 20 августа 1993 г. Звание «Народный художник Российской Федерации» – 10 декабря 2007 г. В 2019 году Сергей Казанцев получил звание члена-корреспондента Российской академии художеств.
Произведения Сергея Казанцева находятся в собраниях Государственной Третьяковской галереи, Государственного Эрмитажа, Государственного исторического музея, Государственного музея музыкальной культуры, других музеях России, Грузии, Украины, а также в частных коллекциях Австрии, Италии, Германии, Великобритании, Греции, Польши, Америки и России.
Самая большая коллекция его работ экспонируется в творческой мастерской скульптора в Подмосковье, в д. Борзые Истринского района. Здесь расположен парк скульптур и галерея художника. 

## О творчестве
Скульптура Сергея Казанцева органично вошла в художественную среду современного мира. Он ставит перед собой основную задачу - помочь современнику увидеть красоту подаренного Всевышним пространства. Видимо поэтому, основным материалом он выбирает мрамор, обрекая себя на трудоемкую работу в белом православном материале. 
Наряду с официальными композициями – мемориал «Великой Победы» в Шексне (1984), мемориал «ОМОН» в Москве (2003), композиция «Прометей» в Москве (мрамор, 1998), композиция «Пьета» в Югорске (мрамор, 2001), памятник «Уго Чавес» в Венесуэле (бронза, гранит, 2016), памятник «И.С. Тургенев» в Москве (бронза, гранит, 2018), скульптор много труда вкладывает в парковую скульптуру. 
В парке, созданном Сергеем Казанцевым в Истринском районе Московской области, собрана коллекция авторских композиций: «Сергий Радонежский» (2007), «Дмитрий Ростовский» (2009), «Богоматерь Оранта» (2005), «Леонардо да Винчи» (2003), «Богоматерь Неопалимая Купина» (2004), «А.П. Чехов и И. И. Левитан» (2008), «Пересвет» (2007), «Наши деды – славные победы» (2005) и многие другие. 
Особенно впечатляют авторские композиции парковых скульптур из белого и пуштулимского мрамора: «Троица» (пуштулимский мрамор, 2008), «Огонь» (пуштулимский мрамор, 2014), «Шестикрылый Серафим» (мрамор, 2008), «Яблоня» (мрамор, 2015), «Ева» (мрамор, 2011), «Сон» (мрамор, 2013), «Источник» (мрамор, 2008), которые поражают своим масштабом и мастерством обработки камня. 
Высокая духовность и поэтическая идея людей созидающих воплощены в четырехметровых блоках из итальянского каррарского мрамора – «Муза и Созидатель» (2018). Парк скульптур Сергея Казанцева часто посещают экскурсии, там проводятся мастер-классы для детей по лепке и рисунку, организуются тематические вечера и театральные постановки. 
В 2019 в Сестрорецке (Ленинградская область) скульптор установил уникальный мемориал, выполненный в граните габор с высеченными рельефами «Святая Троица Андрея Рублева», «Апостол Пётр и Апостол Павел», «Семейная фотография» и «Шестикрылый Серафим».

По словам Ирины Черковской, «если разглядывать сразу несколько работ художника, замечаешь тонкую обработку материала, внимательно отобранную форму, выразительность образов… Для осмотра его скульптур не нужны большие дистанции и какая-то особая среда, потому что они по-человечески близки нам и возвышенны. Женские фигуры особенно поэтичны: рядом с ними каждому человеку хочется расправить плечи и стать хоть на миг лучше».

## Семейное положение
Супруга - Казанцева (Марначева) Наталья Михайловна 
Дочери: Мария (1975), Екатерина (1976), Елена (1987) 

## Основные работы
- Все работы на официальном сайте скульптора https://sculptorkazantsev.ru/catalog/
- скульптура «Пробуждение» (мрамор, 1988),
- скульптура «Атлантида» (мрамор, 1989),
- скульптурная композиция «Рождение Афродиты» (мрамор, 1991),
- скульптура «Волна» (мрамор, 1993),
- скульптура «Миланская весна» (каррарский мрамор, 1993),
- скульптура «Возрождение» (мрамор, 1996),
- скульптура «Прометей» (мрамор, 1998),
- скульптурная группа «Времена года» (мрамор, 1999),
- скульптурная композиция «Пьета» (мрамор, 2001),
- памятник Уго Чавесу (Венесуэла, 2016),
- памятник И. С. Тургеневу (Москва, 2018),
- автор знака лауреата премии Международного Фонда единства православных народов.

## Награды
- Бронзовая медаль «За успехи в народном хозяйстве СССР» (1982).
- Серебряная медаль Академии художеств СССР (1989).
- Медаль «За усердие при выполнении задач инженерного обеспечения» (2003).
- Медаль «150 лет Западному военному округу» (2015).
- Лауреат премии губернатора Московской области «Наше Подмосковье» (2015).
- Народный художник Российской Федерации (2007)[1].
- Заслуженный художник Российской Федерации (1993)[6].